# Solpke
Solpke este o comună din landul Saxonia-Anhalt, Germania.